# Phyllomedusa bicolor
Phyllomedusa bicolor (Boddaert, 1772) è un anfibio della famiglia Phyllomedusidae, endemica del Sud America.
In questi paesi le rane di questa specie sono comunemente denominate "Kambo", "Kambô", "Cambô" e "Sapo Verde".

## Descrizione
Raggiunge dimensioni di circa 91-103 mm negli esemplari maschi e di 111-119 mm negli esemplari femmina.
Il dorso è verde scuro, mentre l'addome varia dal bianco al giallo-bianco o crema. 
Presenta delle macchie bianche sparse con cornici scure sulle labbra inferiori, sul torace e sulle zampe anteriori, divenendo più fitte sui fianchi e sulle zampe posteriori. Le dita sono marroni trasparenti con grandi dischi adesivi verdi. Una ghiandola prominente si estende da dietro l'occhio fin sopra il timpano. L'iride è di colore grigio scuro.

## Biologia
La Kambo è una rana notturna che vive prevalentemente sugli alberi, nutrendosi di piccoli insetti.
Lo zoologo William Edward Duellman nel 1997 osservò che le zone prescelte come territorio o per l'accoppiamento risiedevano in alberi della foresta pluviale tropicale ad altitudini di oltre 2 metri. Gorzula e Señaris nel 1999 hanno riportato il ritrovamento di un nido di foglie di questa specie a circa 2 metri al di sopra dei corsi d'acqua.
Quando le uova si schiudono i girini cadono in acqua, dove continueranno lo sviluppo.
Le secrezioni della pelle della rana contengono deltorfina, deltorfina I, deltorfina II e dermorfina, potenti peptidi oppioidi.

### Riproduzione
I maschi emettono richiami dai rami alti degli alberi, per poi scendere con la femmina a costruire nidi di foglie a circa 1-3 m al di sopra di zone d'acqua stagnanti. La riproduzione avviene durante tutto l'anno, con un picco nella stagione delle piogge, da novembre a maggio. Le femmine depongono circa 600 uova non pigmentate in una massa gelatinosa in nidi di foglie sopra stagni. Le foglie vengono piegate ed unite con l'aiuto del maschio. Dopo 8-10 giorni, i girini si schiudono e cadono in acqua, dove completeranno lo sviluppo in massa nelle zone umide stagionali, raggiungendo anche alcune zone riapariali delle foreste del Cerrado.

## Distribuzione e habitat
La specie è ampiamente diffusa nell'Amazzonia nel nord della Bolivia, est e nord del Brasile, sud-est della Colombia, est del Perù, sud ed est del Venezuela e negli stati della Guiana (regione fisica). È presente anche nella savana Cerrado, nello stato Maranhão, Brasile.

## Conservazione
Le minacce alla specie, nonostante il massivo disboscamento che avviene nel loro habitat, vengono ritenute di portata irrilevante. Attualmente vi è un crescente interesse per i composti tossici della loro pelle, da sempre adoperato da diverse tribù autoctone, il che potrebbe significare in futuro un aumento di raccolta di esemplari per rimuoverne le secrezioni facendone bersaglio di biopirateria, ma per il momento tale utilizzo non è considerato una minaccia.